# Koloniehuisvesting
Koloniehuisvesting, ook wel 'klein volière' genoemd, is een vorm van legbatterij voor kippen in de Europese pluimveehouderij. Het is met ingang van 2021 het alternatief voor de niet meer toegestane verrijkte kooi. De op het ei gestempelde identificatiecode voor de op deze wijze geproduceerde eieren begint met het cijfer 3.
Koloniekooien bieden ten minste 800-900 cm² ruimte per dier en een minimale totale oppervlakte van 2.500 cm2. De dieren hebben enige mogelijkheid tot het nemen van een stofbad en er is beperkt strooisel ter beschikking. Ze kunnen niet naar buiten en zien geen daglicht, ook hebben ze geen mogelijkheid de vleugels te strekken. Het legnest is afgeschermd met een plastic flap. Elke kip heeft aan scharrel- en legruimte 90 vierkante centimeter, er is daardoor maar weinig gelegenheid tot natuurlijk gedrag. 